# رحاب رشيد طه
رحاب رشيد طه العزاوي من بين أبرز العلماء العراقيين الذين أوكل إليهم الرئيس العراقي السابق صدام حسين مهمة تطوير برنامج الأسلحة البيولوجية. وهي متزوجة من وزير النفط السابق عامر محمد رشيد، ولقد تخصصت في علم الأحياء المجهرية، حيث حصلت على شهادة الدكتوراه في السموم النباتية من (جامعة إيست إنجليا) في إنكلترا، خلال الفترة ما بين عامي 1980 و1984. بدأت بعملها في مجال أسلحة الدمار الشامل في موقع برنامج الأسلحة الجرثومية المؤقت في منشأة المثنى العامة ثم انتقلت مع البرنامج الجرثومي إلى موقعه الدائم في منشأة الحكم.
لقبتها وسائل الإعلام الأمريكية والبريطانية بلقب «الدكتورة جرثومة» (بالإنجليزية: Dr. Germ)‏ و«السيدة الجمرة الخبيثة» (بالإنجليزية: Mrs. Anthrax)‏ بعدما أشاع مفتشوا الأسلحة أنها طورت أسلحة بيولوجية تحتوي على سم البوتولينيوم -وهو من السموم الغذائية التي تؤدي إلى تورم اللسان واختناق المصاب، إضافة إلى مادة الأفلاتوكسين التي تتسبب في الإصابة بمرض سرطان الكبد، وأرجعوا إليها تطوير هذا النوع من الأسلحة باستخدام بكتيريا الجمرة الخبيثة -أنثراكس -، وبكتيريا التسمم -البوتولينيوم-، في (مختبر الحكم) أواخر عقد الثمانينات من القرن العشرين.

## الأسر
عند احتلال العراق من قبل قوات الغزو الأمريكي، داهمت القوات الأمريكية منزلها في شهر نيسان/أبريل 2003 خلال الأيام الأولى من الغزو على أمل القبض عليها وعلى زوجها.
استسلم زوجها بعد أيام للقوات الأمريكية، بينما سلمت هي نفسها للقوات الأمريكية في أيار 2003 بعد مفاوضات استمرت 48 ساعة وتزامن اعتقالها مع وصول بول بريمر الحاكم العسكري الأمريكي إلى بغداد.

## موقفها من التفتيش الدولي على الأسلحة
رفضت رحاب طه التفتيش على الأسلحة العراقية ودافعت عن حق العلماء العراقيين في رفض التعاون مع فرق التفتيش الدولية. كما دافعت في مقابلة تليفزيونية أوائل عام 2003 مع تليفزيون بي بي سي عن حق العراق في الدفاع عن نفسه ضد التهديد الدولي، نظراً لوجود العراق في منطقة صراعات إقليمية. وفي ذلك، اعترفت بوجود أسلحة بيولوجية لدى العراق لكن تم إتلافها.

## في صنعاء
وصلت في أواخر شهر تشرين الأول/نوفمبر 2006 إلى العاصمة اليمنية صنعاء بصحبة ابنتها وقدمت أوراقها يوم السبت 2 ديسمبر إلى جامعة صنعاء كملاذ آمن لقدرتها العقلية في مجالها، وعينت بقرار جمهوري في كلية العلوم في جامعة صنعاء في قسم الأحياء، شعبة الأحياء الدقيقة. وتعد من أكثر الكوادر تأثيرًا في البحث العلمي.

## روابط خارجية
- رحاب رشيد طه من موقع إيلاف
- رحاب رشيد طه من موقي بي بي سي العربي